# Carlos Relvas

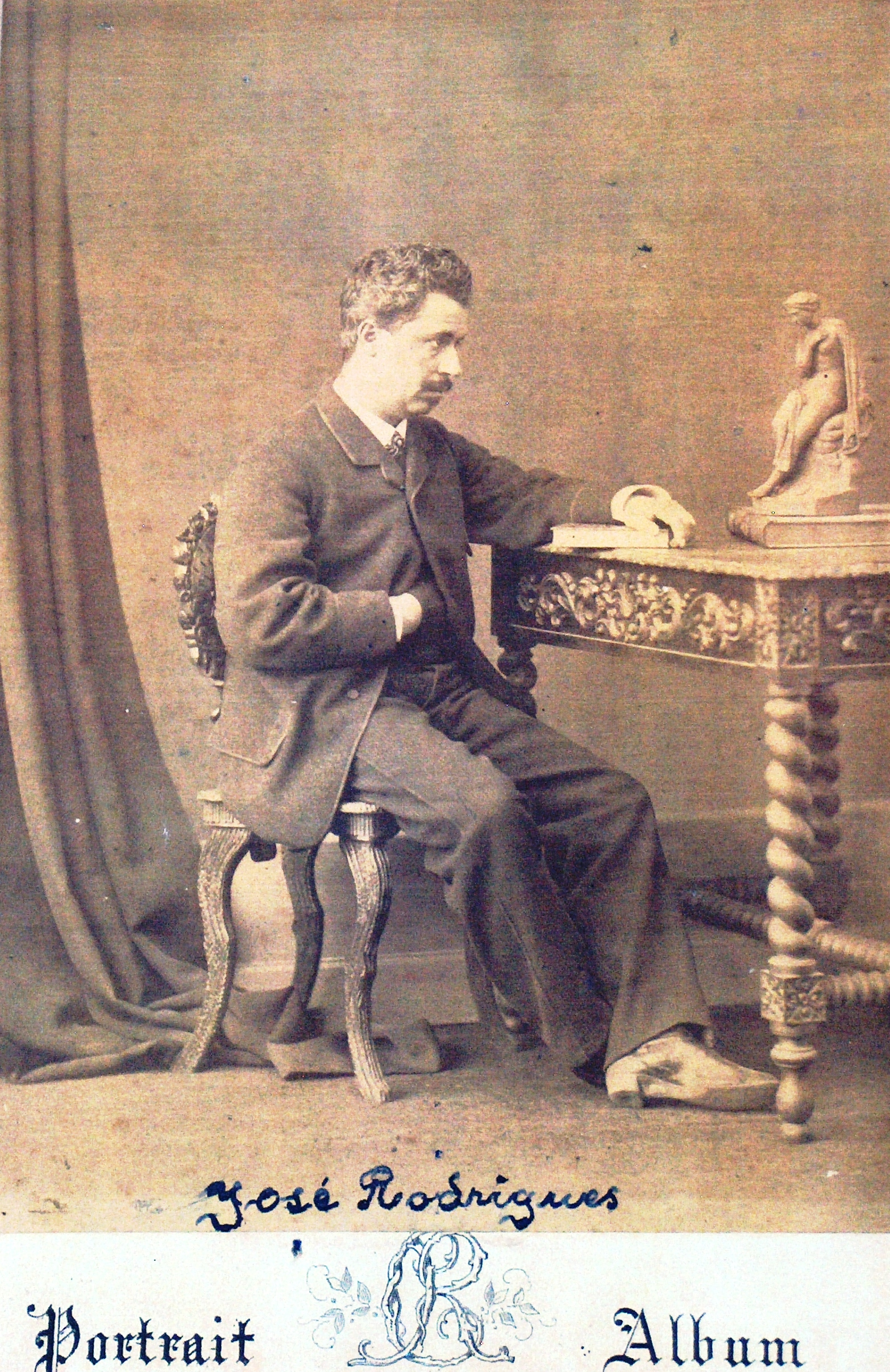
Foto del artista José Rodrigues hecha por Carlos Relvas.

Carlos Augusto Mascarenhas Relvas de Campos (1838 - 23 de enero de 1894) fue un fotógrafo portugués.
Relvas fue miembro de la Sociedad Francesa de Fotografía.

## Premios
- Medalla del progreso (Viena, Austria, 1873)
- Medalla de Plata (Madrid, 1873)
- Medalla de Plata (Sociedad Fotográfica de Viena, 1875)
- Medalla (Filadelfia, 1876)
- Primer premio (Cruz de Bronce dorado) (Exposición de Ámsterdam, 1876)
- Medalla de Oro (Exposición hortícola del Palacio de Cristal de Oporto, 1877)
- Medalla de oro en la Exposición de la Unión Central de Artes Decorativas, en el Palacio de la Industria de París.